# Liga Națională de handbal feminin 2019-2020, transferuri
Acest articol prezintă transferurile efectuate de echipele care participă în Liga Națională de handbal feminin 2019-2020.
Pentru componența echipelor care participă în Liga Națională de handbal feminin 2019-2020, vedeți:
Transferurile evidențiate cu caractere italice au fost efectuate după începerea sezonului 2019-2020.
| Echipă                            | Sosiri               | Sosiri                    | Sosiri                            | Plecări             | Plecări                   | Plecări |
| Echipă                            | Jucătoare            | Post                      | De la                             | Jucătoare           | Post                      | La      |
| --------------------------------- | -------------------- | ------------------------- | --------------------------------- | ------------------- | ------------------------- | ------- |
|                                   |                      |                           |                                   |                     |                           |         |
| CS Minaur Baia Mare               |                      |                           |                                   |                     |                           |         |
| Andreea Popa                      | Centru               | CS Rapid București        | Andreea Taivan                    | Extremă dreapta     | SCM Gloria Buzău          |         |
| Cristina Ciaușescu                | Portar               | CS Rapid București        | Adriana Medveďová                 | Portar              | CB Salud Tenerife         |         |
| Anna Ivanenko                     | Centru               | CS Marta Baia Mare        | Andreea Lipară                    | Extremă dreapta     | Retrasă din activitate✳✳  |         |
| Éva Kerekes                       | Extremă stânga       | ACS Székelyudvarhely NKK  | Andreea Nastasă                   | Portar              | ACS Crișul Chișineu-Criș  |         |
| Camelia Hotea                     | Extremă stânga       |                           | Alexandra Orșivschi               | Extremă stânga      | SCM Craiova               |         |
| Mădălina Conache                  | Pivot                | CSM Galați                | Luciana Popescu                   | Centru              | CSM Slatina               |         |
| Paulina Masna                     | Inter dreapta        | Boden Handboll IF         | Andreea Tecar                     | Inter dreapta       | HC Zalău                  |         |
| Ana Maria Măzăreanu               | Portar               | CS Gloria 2018            |                                   |                     |                           |         |
| Larisa Tămaș                      | Inter stânga         | Corona Brașov             |                                   |                     |                           |         |
| Roxana Szőlősi                    | Centru               | HC Zalău                  |                                   |                     |                           |         |
| Oana Borș                         | Extremă dreapta      | CSȘ 2 Baia Mare           |                                   |                     |                           |         |
|                                   |                      |                           |                                   |                     |                           |         |
| CS Gloria 2018 Bistrița           |                      |                           |                                   |                     |                           |         |
| Mariana Costa                     | Extremă dreapta      | SCM Craiova               | Ana Maria Măzăreanu               | Portar              | CS Minaur Baia Mare       |         |
| Diana Ilina                       | Centru               | SCM Gloria Buzău          | Almudena Rodríguez                | Inter dreapta       | Thüringer HC              |         |
| Ștefania Lazăr                    | Inter dreapta        | CSM Slatina               | Denisa Giurgiucă                  | Pivot               |                           |         |
| Andra Moroianu                    | Extremă dreapta      | „U” Cluj                  | Cristina Sântămărean              | Portar              | Retrasă din activitate    |         |
| Ljubica Nenezić                   | Portar               | Kastamonu Bld GSK         | Paula García                      | Pivot               | Rincón Fertilidad Málaga  |         |
| Natalia Vasilevskaia              | Inter dreapta        | SCM Râmnicu Vâlcea        | Andreea Bărbos                    | Extremă dreapta     | „U” Cluj                  |         |
| Maria Țanc                        | Inter stânga         | „U” Cluj                  | Ghiulgian Adin                    | Extremă stânga      | CSM Roman                 |         |
| Darly de Paula                    | Portar               | ŽRK Budućnost             | Ștefania Lazăr (împrumut)         | Inter dreapta       | CS Rapid București        |         |
| Diana Șamanț                      | Portar               | CS Marta Baia Mare        | Daniela Todor                     | Centru              | CS Rapid București        |         |
|                                   |                      |                           |                                   |                     |                           |         |
| Corona Brașov                     |                      |                           |                                   |                     |                           |         |
| Cristina Laslo                    | Centru               | ŽRK Budućnost             | Laura Chiper                      | Extremă dreapta     | CSM București             |         |
| Ivona Pavićević                   | Extremă stânga       | ŽRK Budućnost             | Marina Dmitrović                  | Inter dreapta       | HC Dunărea Brăila         |         |
| Nataša Nolevska                   | Extremă dreapta      | Ringkøbing Håndbold       | Larisa Tămaș                      | Inter stânga        | CS Minaur Baia Mare       |         |
| Bianca Bazaliu                    | Inter stânga         | CSM București             | Bianca Tiron                      | Inter stânga        | HC Dunărea Brăila         |         |
| Elaine Gomes                      | Pivot                | Nantes Handball           | Ekaterina Vetkova                 | Pivot               | Dijon Handball            |         |
| Oana Căprar                       | Extremă stânga       | Corona Brașov (junioare)  | Ana Ciolan                        | Pivot               | HCM Slobozia              |         |
| Bianca Lupașcu                    | Inter stânga         | Corona Brașov (junioare)  | Cristina Crețu (împrumut)         | Extremă stânga      | CS Activ Prahova Ploiești |         |
| Georgiana Olaru                   | Pivot                | Corona Brașov (junioare)  | Raluca Agrigoroaie                | Pivot               |                           |         |
| Alicia Gogîrlă                    | Inter dreapta        | Corona Brașov (junioare)  | Andreea Chiricuță (împrumut)      | Extremă stânga      | CS Rapid București        |         |
| Valentina Soreanu                 | Centru               | Corona Brașov (junioare)  |                                   |                     |                           |         |
|                                   |                      |                           |                                   |                     |                           |         |
| HC Dunărea Brăila                 |                      |                           |                                   |                     |                           |         |
| Marina Dmitrović                  | Inter dreapta        | Corona Brașov             | Diana Munteanu                    | Inter stânga        | SCM Gloria Buzău          |         |
| Elena Șerban                      | Portar               | CSM Galați                | Nicoleta Tudor                    | Inter stânga        | SCM Craiova               |         |
| Bianca Tiron                      | Inter stânga         | Corona Brașov             | Gabriela Vrabie                   | Extremă dreapta     | HC Zalău                  |         |
| Aneta Udriștioiu                  | Extremă dreapta      | CSM București             | Cristina Gheorghe                 | Inter dreapta       | CSM Galați                |         |
| Tamires Morena Lima               | Pivot                | Kisvárda Master Good SE   | Irina Burtea                      | Pivot               | CS Activ Prahova Ploiești |         |
| Bojana Milić                      | Inter stânga         | ŽRK Bekament              | Ana Maria Micu                    | Portar              | CSM Galați                |         |
| Ioana Bălăceanu                   | Centru/Inter stânga  | SCM Râmnicu Vâlcea        | Ana Maria Berescu                 | Extremă dreapta     |                           |         |
| Gabriella Bucur                   | Inter stânga         | Revenită după naștere     | Carmina Manea                     | Extremă stânga      | Retrasă din activitate    |         |
| Claudia Constantinescu (împrumut) | Inter stânga         | CSM București             |                                   |                     |                           |         |
|                                   |                      |                           |                                   |                     |                           |         |
| CSM București                     |                      |                           |                                   |                     |                           |         |
| Laura Chiper                      | Extremă dreapta      | Corona Brașov             | Oana Manea                        | Pivot               | Retrasă din activitate    |         |
| Denisa Dedu                       | Portar               | Siófok KC                 | Bianca Bazaliu                    | Inter stânga        | Corona Brașov             |         |
| Itana Grbić                       | Extremă stânga       | ŽRK Budućnost             | Nathalie Hagman                   | Extremă dreapta     | Odense Håndbold           |         |
| Andrea Klikovac                   | Inter dreapta        | Kisvárdai KC              | Sabina Jacobsen Rosengren         | Inter stânga        | ȚSKA Moscova              |         |
| Carmen Martín                     | Extremă dreapta      | OGC Nice HB               | Amanda Kurtović                   | Inter dreapta       | Győri Audi ETO KC         |         |
| Nora Mørk                         | Inter dreapta        | Győri Audi ETO KC         | Majda Mehmedović                  | Extremă stânga      | ŽRK Budućnost             |         |
| Gabriela Perianu                  | Inter stânga         | Siófok KC                 | Jovanka Radičević                 | Extremă dreapta     | ŽRK Budućnost             |         |
| Crina Pintea                      | Pivot                | Győri Audi ETO KC         | Aneta Udriștioiu                  | Extremă dreapta     | HC Dunărea Brăila         |         |
| Linnea Torstenson                 | Inter stânga         | OGC Nice HB               | Paula Ungureanu                   | Portar              | CS Rapid București        |         |
| Denisa Vâlcan                     | Centru               | CNE Râmnicu Vâlcea        | Claudia Constantinescu (împrumut) | Inter stânga        | HC Dunărea Brăila         |         |
|                                   |                      |                           |                                   |                     |                           |         |
| CS Rapid București                |                      |                           |                                   |                     |                           |         |
| Paula Ungureanu                   | Portar               | CSM București             | Andreea Popa                      | Centru              | CS Minaur Baia Mare       |         |
| Elena Livrinikj                   | Centru               | CSM Galați                | Cristina Ciaușescu                | Portar              | CS Minaur Baia Mare       |         |
| Jasna Boljević                    | Inter dreapta        | CS Măgura Cisnădie        | Mihaela Doica                     | Pivot               |                           |         |
| Ana Maria Chirigiu                | Extremă dreapta      | CSM Slatina               | Victoria Agape                    | Extremă dreapta     |                           |         |
| Raluca Dăscălete                  | Inter stânga         | CSM Slatina               | Cristiana Timofte                 | Inter stânga        |                           |         |
| Gabriela Preda                    | Inter stânga         |                           | Georgiana Brătulescu              | Pivot               |                           |         |
| Oana Bucă                         | Inter stânga         | CSU Știința București     | Paula Ungureanu                   | Portar              | Însărcinată               |         |
| Ana Maria Dumitrașcu (împrumut)   | Pivot                | CS Dacia Mioveni 2012     |                                   |                     |                           |         |
| Ștefania Lazăr (împrumut)         | Inter dreapta        | CS Gloria 2018 Bistrița   |                                   |                     |                           |         |
| Daniela Todor                     | Centru               | CS Gloria 2018 Bistrița   |                                   |                     |                           |         |
| Laura Popa                        | Inter dreapta        | Motherson-Mosonmagyaróvár |                                   |                     |                           |         |
| Diana Diaconu                     | Portar               | CS Dacia Mioveni 2012     |                                   |                     |                           |         |
| Florentina Craiu                  | Pivot                | SCM Râmnicu Vâlcea        |                                   |                     |                           |         |
| Andreea Chiricuță (împrumut)      | Extremă stânga       | Corona Brașov             |                                   |                     |                           |         |
|                                   |                      |                           |                                   |                     |                           |         |
| SCM Gloria Buzău                  |                      |                           |                                   |                     |                           |         |
| Oana Apetrei                      | Pivot                | CS Măgura Cisnădie        | Iulia Havronina                   | Inter dreapta       | SCM Craiova               |         |
| Petra Blazek                      | Portar               | SCM Râmnicu Vâlcea        | Cristina Nan                      | Pivot               | CS Măgura Cisnădie        |         |
| Alexandra Gavrilă                 | Centru               | SCM Râmnicu Vâlcea        | Diana Ilina                       | Centru              | CS Gloria 2018 Bistrița   |         |
| Ines Khouildi                     | Inter stânga         | SCM Râmnicu Vâlcea        | Diana Predoi                      | Extremă stânga      | CS Măgura Cisnădie        |         |
| Marija Petrović                   | Pivot                | SCM Râmnicu Vâlcea        | Mădălina Predoi                   | Extremă dreapta     | CS Măgura Cisnădie        |         |
| Raluca Petruș                     | Centru               | „U” Cluj                  | Marija Gedroit                    | Inter stânga        | Madeira Andebol           |         |
| Andreea Pricopi                   | Centru               | SCM Râmnicu Vâlcea        | Alexandra Banciu                  | Centru              | HCM Slobozia              |         |
| Andreea Taivan                    | Extremă dreapta      | CS Minaur Baia Mare       | Marijeta Vidak                    | Inter stânga        |                           |         |
| Diana Munteanu                    | Inter stânga         | HC Dunărea Brăila         | Cristiana Ciuplea                 | Pivot               | CS Activ Prahova Ploiești |         |
| Denisa Șelever                    | Extremă stânga       | CSM Galați                | Cristina Strahan                  | Inter stânga        | CS Dacia Mioveni 2012     |         |
| Ana Maria Popa                    | Extremă stânga       | SCM Râmnicu Vâlcea        | Laura Leahu                       | Extremă stânga      | CSU Știința București     |         |
| Claudia Condurache                | Extremă stânga       | CSU Neptun Constanța      | Mădălina Pușcaș                   | Portar              | Madeira Andebol           |         |
|                                   |                      |                           | Natalia Viniukova                 | Inter stânga        | CS Măgura Cisnădie        |         |
|                                   |                      |                           | Roxana Tabarcea                   | Extremă stânga      | CS Activ Prahova Ploiești |         |
|                                   |                      |                           |                                   |                     |                           |         |
| CS Măgura Cisnădie                |                      |                           |                                   |                     |                           |         |
| Jaqueline Anastácio               | Inter stânga         | Maccabi Rishon LeZion     | Oana Apetrei                      | Pivot               | SCM Gloria Buzău          |         |
| Adriana Crăciun                   | Inter dreapta        | Fleury Loiret HB          | Gabriela Moreschi                 | Portar              | Fleury Loiret HB          |         |
| Cristina Nan                      | Pivot                | SCM Gloria Buzău          | Larissa Araújo                    | Extremă stânga      | „U” Cluj                  |         |
| Valentina Panici                  | Extremă stânga       | HC Zalău                  | Larissa da Silva                  | Extremă dreapta     |                           |         |
| Diana Predoi                      | Extremă stânga       | SCM Gloria Buzău          | Jasna Boljević                    | Inter dreapta       | CS Rapid București        |         |
| Mădălina Predoi                   | Extremă dreapta      | SCM Gloria Buzău          | Iulia Matei                       | Extremă stânga      |                           |         |
| Tamara Smbatian                   | Inter dreapta/Centru | Energa AZS Koszalin       | Paula Chirilă                     | Centru              |                           |         |
| Andreea Stângă                    | Inter stânga         |                           | Ionela Simion                     | Pivot               |                           |         |
| Dijana Ujkić                      | Extremă dreapta      | ŽRK Budućnost             | Oana Țiplea                       | Inter dreapta       |                           |         |
| Ana Maria Tănasie                 | Extremă stânga       | SCM Craiova               | Paula Hoha                        | Extremă stânga      |                           |         |
| Mirela Pașca                      | Portar               | Revenită după naștere     | Andreea Stângă (împrumut)         | Inter stânga        | CS Dacia Mioveni 2012     |         |
| Cristina Popovici                 | Portar               | CSM Târgu Mureș           | Jaqueline Anastácio               | Inter stânga        | Rocasa Gran Canaria ACE   |         |
| Andreea Ilie                      | Portar               | CSȘ Mediaș                |                                   |                     |                           |         |
| Mihaela Ani-Senocico              | Centru               | „U” Cluj                  |                                   |                     |                           |         |
| Natalia Viniukova                 | Inter stânga         | SCM Gloria Buzău          |                                   |                     |                           |         |
|                                   |                      |                           |                                   |                     |                           |         |
| „U” Cluj                          |                      |                           |                                   |                     |                           |         |
| Larissa Araújo                    | Extremă stânga       | CS Măgura Cisnădie        | Martina Ćorković                  | Centru              |                           |         |
| Florina Chintoan                  | Pivot                | Revenită după naștere     | Andra Moroianu                    | Extremă dreapta     | CS Gloria 2018 Bistrița   |         |
| Luana Drăgunoiu                   | Extremă dreapta      | Corona Brașov (junioare)  | Ionica Munteanu                   | Portar              | CS Dacia Mioveni 2012     |         |
| Macarena Gandulfo                 | Inter stânga         | Rincón Fertilidad Málaga  | Raluca Petruș                     | Centru              | SCM Gloria Buzău          |         |
| Ana Maria Mincu                   | Pivot                | CNE Râmnicu Vâlcea        | Laura Popa                        | Inter dreapta       | Motherson-Mosonmagyaróvár |         |
| Patricia Moraru                   | Inter stânga         | CSM București II          | Aleksandra Stokłosa               | Pivot               |                           |         |
| Andrada Preda                     | Extremă stânga       | ACS Crișul Chișineu-Criș  | Sonia Vasiliu                     | Inter stânga        | CSM Slatina               |         |
| Rebeca Necula                     | Centru               | Corona Brașov (junioare)  | Abigail Vălean                    | Extremă stânga      | CSM Galați                |         |
| Corina Cordoș                     | Inter stânga         |                           | Mihaela Ani-Senocico              | Centru              | CS Măgura Cisnădie        |         |
| Andreea Bărbos                    | Extremă dreapta      | CS Gloria 2018 Bistrița   |                                   |                     |                           |         |
|                                   |                      |                           |                                   |                     |                           |         |
| SCM Craiova                       |                      |                           |                                   |                     |                           |         |
| Adina Cace                        | Extremă dreapta      | LPS Slatina               | Elena Gjeorgjievska               | Inter dreapta       | RK Podravka               |         |
| Iulia Havronina                   | Inter dreapta        | SCM Gloria Buzău          | Andreea Ianăși                    | Centru              | RK Podravka               |         |
| Bobana Klikovac                   | Pivot                | FTC-Rail Cargo Hungaria   | Deonise Fachinello                | Inter dreapta       | Bourg de Péage Drôme HB   |         |
| Alexandra Orșivschi               | Extremă stânga       | CS Minaur Baia Mare       | Andrea Šerić                      | Pivot               | Kastamonu                 |         |
| Nicoleta Tudor                    | Inter stânga         | HC Dunărea Brăila         | Florentina Stanciu                | Portar              | Retrasă din activitate    |         |
| Andreea Chetraru                  | Portar               | CSM București II          | Mariana Costa                     | Extremă dreapta     | CS Gloria 2018 Bistrița   |         |
| Ana Maria Savu                    | Inter dreapta        | SCM Râmnicu Vâlcea        | Ana Maria Tănasie                 | Extremă stânga      | CS Măgura Cisnădie        |         |
|                                   |                      |                           | Roxana Stanciu                    | Extremă stânga      |                           |         |
|                                   |                      |                           | Lorena Stoican                    | Centru              |                           |         |
|                                   |                      |                           | Jelena Trifunović                 | Inter stânga        | SCM Râmnicu Vâlcea        |         |
|                                   |                      |                           |                                   |                     |                           |         |
| SCM Râmnicu Vâlcea                |                      |                           |                                   |                     |                           |         |
| Marta Batinović                   | Portar               |                           | Petra Blazek                      | Portar              | SCM Gloria Buzău          |         |
| Ana Maria Savu                    | Inter dreapta        | Kisvárdai KC              | Ines Khouildi                     | Inter stânga        | SCM Gloria Buzău          |         |
| Asma Elghaoui                     | Pivot                | Siófok KC                 | Alexandra Gavrilă                 | Centru              | SCM Gloria Buzău          |         |
| Mireya González                   | Inter dreapta        | Siófok KC                 | Andreea Pricopi                   | Centru              | SCM Gloria Buzău          |         |
| Kristina Liščević                 | Inter stânga         | Team Esbjerg              | Natalia Vasilevskaia              | Inter dreapta       | CS Gloria 2018 Bistrița   |         |
| Mădălina Zamfirescu               | Centru               | DVSC SCHAEFFLER           | Ioana Bălăceanu                   | Centru/Inter stânga | HC Dunărea Brăila         |         |
| Ann Grete Nørgaard                | Extremă stânga       | Viborg HK                 | Ana Maria Popa                    | Extremă stânga      | SCM Gloria Buzău          |         |
| Jelena Trifunović                 | Inter stânga         | SCM Craiova               | Ana Maria Savu                    | Inter dreapta       | SCM Craiova               |         |
|                                   |                      |                           | Florentina Craiu                  | Pivot               | CS Rapid București        |         |
|                                   |                      |                           |                                   |                     |                           |         |
| CSM Slatina                       |                      |                           |                                   |                     |                           |         |
| Sonia Vasiliu                     | Inter stânga         | „U” Cluj                  | Ștefania Lazăr                    | Inter dreapta       | CS Gloria 2018 Bistrița   |         |
| Elena Dulgheriu                   | Portar               | Național Râmnicu Vâlcea   | Sara Abed-Kader                   | Portar              | HC Zalău                  |         |
| Daniela Șchiopu                   | Extremă stânga       | Național Râmnicu Vâlcea   | Ana Maria Chirigiu                | Extremă dreapta     | CS Rapid București        |         |
| Luciana Popescu                   | Centru               | CS Minaur Baia Mare       | Raluca Dăscălete                  | Inter stânga        | CS Rapid București        |         |
| Daniela Corban (împrumut)         | Centru               | HC Zalău                  | Diana Constantinescu              | Extremă stânga      | CS Dacia Mioveni 2012     |         |
|                                   |                      |                           |                                   |                     |                           |         |
| HCM Slobozia                      |                      |                           |                                   |                     |                           |         |
| Ștefania Bălăceanu✳               | Centru               | Renault Juan Toledo       | Mariana Filip                     | Inter stânga        |                           |         |
| Ana Ciolan                        | Pivot                | Corona Brașov             | Cristina Oancea                   | Portar              |                           |         |
| Alexandra Banciu                  | Centru               | SCM Gloria Buzău          | Alina Dragu                       | Extremă dreapta     |                           |         |
| Gabriela Moldoveanu               | Extremă dreapta      | CSU Neptun Constanța      | Cristina Mitrache                 | Extremă dreapta     | KFUM Kalmar HK            |         |
| Florența Ilie                     | Extremă dreapta      | CSU Știința București     | Irina Marchidanu                  | Inter stânga        |                           |         |
| Ana Maria Văcariu                 | Inter stânga         | CS Dacia Mioveni 2012     | Ana Maria Neagu                   | Inter stânga        |                           |         |
|                                   |                      |                           | Alexandra Banciu (împrumut)       | Centru              | CS Dacia Mioveni 2012     |         |
|                                   |                      |                           |                                   |                     |                           |         |
| HC Zalău                          |                      |                           |                                   |                     |                           |         |
| Amalia Coman                      | Centru               | CSM București II          | Raluca Irimia                     | Pivot               |                           |         |
| Irina Ivan                        | Inter stânga         | HAC Handball              | Andrada Mihalcea                  | Extremă dreapta     | Însărcinată               |         |
| Gabriela Vrabie                   | Extremă dreapta      | HC Dunărea Brăila         | Roxana Szőlősi                    | Centru              | CS Minaur Baia Mare       |         |
| Sara Abed-Kader                   | Portar               | CSM Slatina               | Paula Teodorescu                  | Portar              | Însărcinată               |         |
| Larisa Șerban                     | Centru               | CS Universitatea Reșița   | Valentina Panici                  | Extremă stânga      | CS Măgura Cisnădie        |         |
| Andreea Tecar                     | Inter dreapta        | CS Minaur Baia Mare       | Daniela Corban (împrumut)         | Centru              | CSM Slatina               |         |

✳ Ștefania Bălăceanu a semnat, în mai 2019, un contract cu HCM Slobozia. Clubul HCM Slobozia nu a înregistrat contractul la FRH. Comisia Centrală de Disciplină a FRH a decis sancționarea clubului HCM Slobozia cu penalitate 1.000 lei.
✳✳ Andreea Lipară a anunțat la sfârșitul sezonului 2018-19 că se retrage. În ianuarie 2020, a încheiat un contract cu CS Dacia Mioveni 2012.